# Pasynki (rejon wołkowyski)
Pasynki (biał. Пасынкі; ros. Пасынки) – wieś na Białorusi, w obwodzie grodzieńskim, w rejonie wołkowyskim, w sielsowiecie Roś.
Dawniej wieś i uroczysko. W dwudziestoleciu międzywojennym leżały w Polsce, w województwie białostockim, w powiecie wołkowyskim, w gminie Roś.